# Annette Strasser
Annette Strasser (* 2. Oktober 1981 in Tübingen) ist eine deutsche Schauspielerin.

## Leben
Annette Strasser legte im Jahr 2001 ihr Abitur am Maria-von-Linden-Gymnasium in Calw-Stammheim ab. Von 2002 bis 2006 besuchte sie die Hochschule für Schauspielkunst „Ernst Busch“ Berlin.
Sie wirkte 2005 für eine Episode in der Serie Sperling mit, wo sie ein Hausmädchen verkörperte. 2007 erhielt sie die Rolle der merkwürdigen Krankenschwester Sabine in Bora Dagtekins Serie Doctor’s Diary. Im selben Jahr spielte sie in der Serie Türkisch für Anfänger, die auch aus Dagtekins Feder stammte, eine Altenheimpflegerin namens Susanne. Im gleichnamigen Film spielte sie eine Stewardess in dem notwassernden Flugzeug. 2008 folgte der Fernsehfilm Ein Rockstar zum Frühstück. Ab dem 2. Oktober 2013 war sie als Anna Breckwoldt in der ZDF-Serie Herzensbrecher – Vater von vier Söhnen zu sehen.
2008 gewann Strasser den Studentenfilmpreis des Landes NRW für ihre Leistung in dem Film Beento, einem Abschlussfilm der ifs. 2017 gewann sie mit dem Hörspiel „Verfluchtes Licht“ den ARD-Online-Award.
Annette Strasser hat die Autoimmunerkrankung Alopecia areata. Dies führt dazu, dass ihr seit 2008 immer wieder komplett die Haare ausfallen und in unterschiedlicher Farbe und Struktur wieder nachwachsen.

## Filmografie
- 2005: Sperling (Fernsehreihe)
- 2007–2011: Doctor’s Diary (Fernsehserie)
- 2007: Beento
- 2008: Stultifera Garden
- 2008: Ein Rockstar zum Frühstück
- 2008: Türkisch für Anfänger, Serie
- 2009: Polizeiruf 110 – Zapfenstreich
- 2009: Fliegender Teppich
- 2010: Polizeiruf 110 – Fremde im Spiegel
- 2010: Mein Song für dich
- 2010: Undercover Love (Fernsehfilm)
- 2012: Türkisch für Anfänger
- 2012: Willkommen im Krieg
- 2013–2014: Herzensbrecher – Vater von vier Söhnen
- 2013: Herzlos (Kino)
- 2013: Die Königin und der Schatten, Butoh-Tanzfilm
- 2013: SOKO Wismar: Der Stachel in mir
- 2013: Binny und der Geist: auf den Hund gekommen (Fernsehserie)
- 2013: Stories of Capitalism (Kurzfilm)
- 2014: Kripo Holstein – Mord und Meer – Hau wech
- 2014: Gut zu Vögeln (Kino)
- 2016: Notruf Hafenkante – Hilflos
- 2016: Dr. Klein – Talente
- 2016: Dr. Klein – Zukunft Teil 1 + 2
- 2016: SOKO Köln – Tödliche Lügen
- 2017, 2023: SOKO Stuttgart – Ein ehrenwertes Haus, Die Frau am Fenster
- 2017: Beutolomäus und der wahre Weihnachtsmann
- 2017: jerks.
- 2019: Rentnercops
- 2019: Das Leben ist sonnig und schön
- 2021: Beutolomäus und die vierte Elfe
- 2022: Tatort: Saras Geständnis
- 2022: In aller Freundschaft – Der letzte Kampf
- 2023: SOKO Wismar – Das befreite Kaninchen
- 2024: Ich hab den Weihnachtsmann geküsst (Fernsehfilm)
- 2025: SOKO Wismar – Die neun Gehirne des Oktopus

## Hörspiele und Feature
- 2014: „Leben leben“ (Regie: Gerrit Booms) WDR (4-teiliges Feature)
- 2015: „Fünf Gramm Glück“ (Regie: Beatrix Ackers) Deutschlandradio Kultur (Kinderhörspiel von Thilo Refert)
- 2015: „Ein Tannenbaum träumt“ (Regie: Klaus-Michael Klingsporn) Deutschlandradio Kultur (Kinderhörspiel von Mario Göpfert)
- 2015: „Im Meer, im See und in der Wanne – Die Geschichte des Badens“ (Regie: Klaus-Michael Klingsporn) Deutschlandradio Kultur (Kinderhörspiel von Kati Obermann)
- 2015: „Schröders Tod“ (Regie: Cordula Dickmeiß) Deutschlandradio Kultur (Kriminalhörspiel von Tom Peuckert)
- 2015: „Magdeburg hieß früher Madagaskar“ (Regie: Klaus-Michael Klingsporn) Deutschlandradio Kultur (Kinderhörspiel von Zoran Drvenkar)
- 2015: „Supertrumpf“ (Regie: Judith Lorentz) Deutschlandradio Kultur (Kinderhörspiel von Esther Becker)
- 2015: „Die Entdeckung Spielofaniens“ (Regie: Maidon Bader) SWR/WDR (Kinderhörspiel von Thilo Reffert)
- 2016: „Manhattan Transfer“ (Regie: Leo Koppelmann) SWR/DLF/Hörbuchverlag Hamburg
- 2016: „Hörbe mit dem grossen Hut“ (Regie: Judith Lorentz) SWR/NDR/Der Audio Verlag
- 2016: „Das Dorf ist überall“ (Regie: Beate Becker/Judith Lorentz) Deutschlandradio Kultur
- 2016: „Stille Nacht“ (Regie: Mark Ginzler) SRF Basel (Kriminalhörspiel von Ed Mc Bain)
- 2016: „Luthers Reformation und die Städte“(Regie:Gerrit Booms) WDR3 (Feature von Werner Köhne)
- 2017: „Schwere See“ (Regie: Klaus-Michael Klingsporn) Deutschlandfunk Kultur (Kriminalhörspiel von Christoph Güsken)
- 2017: „Verfluchtes Licht“ (Regie: Mark Ginzler) SRF Basel (Kriminalhörspiel von Lukas Holliger)
- 2017: „So bitterkalt“ (Regie: Judith Lorentz) Deutschlandfunk Kultur (Kriminalhörspiel von Andrea Czesienski)
- 2017: „Wer ins Paradies will, muss erstmal am Leben vorbei“ (Regie: Mark Ginzler) SWR (Mundarthörspiel von Sven Recker)
- 2017: „Roboter im Einsatz“ (Regie: Klaus-Michael Klingsporn) Kakadu/Deutschlandfunk Kultur
- 2017: „Der Karlssonsche Magnet“ (Regie: Susanne Janson) SRF Basel (Autor: Lorenz Langenegger)
- 2017: „Schweine-Heinz“ (Regie: Judith Lorentz/Hermann Bohlen) Deutschlandfunk Kultur (Autor: Hermann Bohlen)
- 2018: „Pizzicato Wundergeige“ (Regie: Robert Schön) Kulturradio vom RBB (Kinderhörspiel von Rusalka Reh)
- 2018: „Unterwasserarchäologie – Auf Schatzsuche im Taucheranzug und mit Tauchroboter“ (Regie: Cordula Dickmeiss) Deutschlandradio (Hörspiel von Dana Sindermann)
- 2018: „Verfluchte Hitze“ (Regie: Mark Ginzler) SRF Basel (Kriminalhörspiel von Lukas Holliger)
- 2018: „Ohrenbär - Eine Laterne für Kitty“ (Regie: Angelika Maiworm) RBB/RadioBerlin 88,8/WDR/NDR (Kinderhörspiel von Annette Amrhein)
- 2018: „Heimliches Berlin“ (Regie: Thomas Gerwin) Kulturradio vom RBB (Hörspiel nach dem Roman von Franz Hessel)
- 2018: „Nächster Halt Mars“ (R: Klaus-Michael Klingsporn) Deutschlandfunk Kultur (Weltraumhörspiel von Thilo Reffert)
- 2018: „Nils Holgerssons wunderbare Reise “ (Regie: Christoph Piasecki) Contendo Media (Hörspieladaption nach Roman von Selma Lagerlöf)
- 2018: „Heidi“ (Regie: Christoph Piasecki) Contendo Media (Hörspieladaption nach Roman von Johanna Spyri)
- 2018: „40 Grad im Schatten(ABER KEIN SCHATTEN HIER)“ (Regie: Gerrit Booms) WDR 3 (Hörspiel)
- 2018: „Waringham-Saga Buch 4: Nicholas“ (Regie: Josef Ulbig) Audible/Lauscherlounge Berlin (Hörspiel)
- 2019: „Ohrenbär - Melusine Zotteline“ (Regie: Anouschka Trocker) RBB/RadioBerlin 88,8/WDR/NDR (Kinderhörspiel von Charlotte Richter-Peill)
- 2019: „Woodstock/Dosse“ (Regie: Mareike Maage) rbb kultur
- 2019: „Teufelsmütter“ (Regie: Antje Vowinckel) Deutschlandfunk (Feature von Rosvita Krausz)
- 2019: Radio-Tatort: Deutschland hat keine Pferde mehr
- 2020: Aschenputtel, Heidi, Bremer Stadtmusikanten u. a.
- 2020: Burn Germany Burn
- 2021: Die Fussballbande/Die letzten Helden/Aesops Fabeln
- 2021: Ritus Modem
- 2021: BLACKOUT
- 2022: Vom Konsum illegaler Drogen
- 2022: „Ohrenbär - Von Pechvögeln und Glückspilzen“
- 2022: Der Ring des Nibelungen
- 2023: „Tannenklirren“ (Regie: Mark Ginzler und Susanne Janson) SRF (Mysteryhörspiel von Eva Strasser)